# Lijst van rijksmonumenten in Utrecht (stad)/Springweg
De stad Utrecht telt in totaal 1.402 inschrijvingen in het rijksmonumentenregister. De Springweg in het centrum telt 24 rijksmonumenten. Hieronder een overzicht.
| Object | Oorspronkelijke functie?  | Bouwjaar                                | Architect | Locatie                  | Coördinaten?                | Nr.?   | Afbeelding        |
| --- | ------------------------- | --------------------------------------- | --------- | ------------------------ | --------------------------- | ------ | ----------------- |
| Pand met lijstgevel, bogen met natuurstenen blokken boven de vensters                                             | Woonhuis                  | 17e eeuw                                |           | Springweg 4              | 52° 5' 21" NB, 5° 7' 6" OL  | 18342  | Meer afbeeldingen |
| Pand van twee bouwlagen met kap en mogelijk al een kelder                                                         | Werk-woonhuis             | middeleeuwen (oorsprong)                |           | Springweg 6              | 52° 5' 21" NB, 5° 7' 6" OL  | 450554 | Meer afbeeldingen |
| Vier traveeën breed huis met plat dak                                                                             | Werk-woonhuis             | 17e eeuw (oorsprong)                    |           | Springweg 8              | 52° 5' 21" NB, 5° 7' 7" OL  | 450555 | Meer afbeeldingen |
| Pand met lijstgevel met sierankers                                                                                | Woonhuis                  | 17e eeuw                                |           | Springweg 15             | 52° 5' 19" NB, 5° 7' 7" OL  | 18338  | Meer afbeeldingen |
| Hoekpand met de nok loodrecht op de springweg                                                                     | Werk-woonhuis             | 17e eeuw                                |           | Springweg 19             | 52° 5' 19" NB, 5° 7' 7" OL  | 450500 | Meer afbeeldingen |
| Dubbelpand, bestaande uit twee huizen van twee bouwlagen, kelder (gedeeltelijk) en een kap loodrecht op de straat | Werk-woonhuis             | 18e eeuw                                |           | Springweg 53             | 52° 5' 14" NB, 5° 7' 10" OL | 450501 | Meer afbeeldingen |
| Huis, grotendeels gemetseld, voorgevel, houten pui, keldertje met tongewelf                                       | Werk-woonhuis             | ca. 1870 met oudste sporen uit ca. 1400 |           | Springweg 59             | 52° 5' 14" NB, 5° 7' 11" OL | 450502 | Meer afbeeldingen |
| Pand van twee bouwlagen met laag schilddak loodrecht op de straat                                                 | Werk-woonhuis             | begin 19e eeuw                          |           | Springweg 63             | 52° 5' 14" NB, 5° 7' 11" OL | 450503 | Meer afbeeldingen |
| Pand van twee bouwlagen met steil zadeldak met wolfseinden, de nok loodrecht op de straat                         | Werk-woonhuis             | 17e eeuw                                |           | Springweg 65             | 52° 5' 14" NB, 5° 7' 11" OL | 450504 | Meer afbeeldingen |
| Pand met gepleisterde lijstgevel, met gevelsteen "Dit huis heet Scherpenburgh"                                    | Woonhuis                  | 17e eeuw                                |           | Springweg 71             | 52° 5' 13" NB, 5° 7' 11" OL | 18340  | Meer afbeeldingen |
| Samenstel van minstens twee en mogelijk drie huizen                                                               | Werk-woonhuis             | middeleeuwen en later                   |           | Springweg 84             | 52° 5' 15" NB, 5° 7' 11" OL | 450505 | Meer afbeeldingen |
| Marnixschool | Onderwijs en wetenschap   | 1865-1901                               |           | Springweg 91B            | 52° 5' 12" NB, 5° 7' 12" OL | 514226 | Meer afbeeldingen |
| Pand van twee bouwlagen met schilddak met de nok loodrecht op de straat                                           | Werk-woonhuis             | 17e eeuw en later                       |           | Springweg 93             | 52° 5' 11" NB, 5° 7' 12" OL | 450506 | Meer afbeeldingen |
| Gebouw onder rechte kroonlijst en zadeldak                                                                        | Woonhuis                  | 17e eeuw                                |           | Springweg 100            | 52° 5' 14" NB, 5° 7' 12" OL | 18343  | Meer afbeeldingen |
| Gebouw onder rechte kroonlijst en zadeldak                                                                        | Woonhuis                  | 17e eeuw                                |           | Springweg 102            | 52° 5' 14" NB, 5° 7' 12" OL | 18344  | Meer afbeeldingen |
| Laat-gotische poort van het regulierenklooster met weeshuispoort                                                  | Klooster, kloosteronderdl |                                         |           | Springweg bij 102        | 52° 5' 14" NB, 5° 7' 12" OL | 18345  | Meer afbeeldingen |
| Gebouw onder rechte kroonlijst en zadeldak                                                                        | Woonhuis                  | 17e eeuw                                |           | Springweg 104            | 52° 5' 14" NB, 5° 7' 12" OL | 18346  | Meer afbeeldingen |
| Gebouw onder rechte kroonlijst en zadeldak                                                                        | Woonhuis                  | 17e eeuw                                |           | Springweg 106            | 52° 5' 14" NB, 5° 7' 12" OL | 18347  | Meer afbeeldingen |
| Gebouw onder rechte kroonlijst en zadeldak                                                                        | Woonhuis                  | 17e eeuw                                |           | Springweg 108            | 52° 5' 13" NB, 5° 7' 12" OL | 18348  | Meer afbeeldingen |
| Myropscameren | Woonhuis                  | 16e eeuw                                |           | Springweg 110-130 (even) | 52° 5' 13" NB, 5° 7' 12" OL | 18349  | Meer afbeeldingen |
| Pand bestaande uit twee bouwlagen met kap                                                                         | Woonhuis                  | begin 17e eeuw                          |           | Springweg 150            | 52° 5' 9" NB, 5° 7' 14" OL  | 450507 | Meer afbeeldingen |
| Pand met gepleisterde klokgevel                                                                                   | Woonhuis                  |                                         |           | Springweg 159            | 52° 5' 6" NB, 5° 7' 15" OL  | 18341  | Meer afbeeldingen |
| Pand met lijstgevel                                                                                               | Woonhuis                  | 18e eeuw                                |           | Springweg 182A           | 52° 5' 7" NB, 5° 7' 16" OL  | 18350  | Meer afbeeldingen |
| Pand met lijstgevel met getande kroonlijst 18e eeuw, van oudere oorsprong                                         | Woonhuis                  | 18e eeuw                                |           | Springweg 184            | 52° 5' 6" NB, 5° 7' 16" OL  | 18351  | Meer afbeeldingen |